# مارتین هرم
مارتین هرم (استونیایی: Martin Herem؛ زادهٔ ۱۷ دسامبر ۱۹۷۳) سپهبد اهل استونی است. وی از سال ۲۰۱۸ فرمانده نیروهای دفاعی استونی است.
وی همچنین برندهٔ جوایزی همچون لژیون دونور (فرمانده) و نشان ستاره برنزی شده‌است.